# هدی برکات
هدی برکات (عربی: هدی برکات؛ زادهٔ ۱۹۵۲) یک نویسنده، رمان‌نویس و فمینیست اهل لبنان است.
هدی برکات در یک خانواده مسیحی مارونی در شهرک بشری در شمال به دنیا آمده‌است؛ و در شهر بیروت بزرگ شده‌است.
وی در سال ۱۹۷۵، در رشته ادبیات فرانسه از دانشگاه لبنان فارغ‌التحصیل شده‌است.
برکات نویسنده لبنانی است که به زبان عربی می‌نویسد و هم‌اکنون در شهر پاریس زندگی می‌کند.
اولین رمانش «سنگ خنده» نخستین اثر عربی بود که مردی همجنسگرا شخصیت اول رمان بود. رمان سومش مدال نجیب محفوظ در سال ۲۰۱۱ را دریافت کرد.
وی همچنین نامزد دریافت جایزه من بوکر جهانی در سال ۲۰۱۵ و برندهٔ جایزهٔ بوکر عربی در سال ۲۰۱۹ شده‌است.